# ジャモ・ベイ・ハジンスキー
ジャモ・ベイ・スュレイマン・オグル・ハジンスキー（アゼルバイジャン語: Camo bəy Süleyman oğlu Hacınski、1888年6月14日 - 1942年）は、アゼルバイジャン民主共和国の政治家。ロシア語名ジャモ・ベク・ガジンスキー (Джамо бек Гаджинский)。

## 生涯
ロシア帝国バクー県のクバに生まれた。1907年にサンクトペテルブルク大学法学部へ入学し、卒業後は1915年から2年間を、バトゥムのムスリム亡命者支援組織で法律顧問として働いた。1917年4月にはザカフカース特別委員会の代表となり、翌1918年2月からはザカフカース委員部でもムスリム派閥の代表を務めた。同年5月28日にアゼルバイジャン国民議会がアゼルバイジャン民主共和国の独立宣言を発した際には、その賛同者の一人となった。
独立後のアゼルバイジャンでは初代内閣で6月17日まで国家統制官を務め、1919年3月14日から翌1920年4月1日までの第5代内閣で郵便・電信大臣を務めた。しかし、赤軍のアゼルバイジャン侵攻後の1922年には逮捕され懲役3年の刑を受けた。6年間服役した後、1928年にソロヴェツキー特殊収容所からバクーへ帰還するも、1938年に再逮捕され、1942年にロシア・ソビエト連邦社会主義共和国キーロフのヴャトカ収容所で死去した。その後、1956年に名誉回復がなされた。